# آل تلوان (لودر)

تعديل مصدري - تعديل

آل تلوان هي إحدى قرى عزلة زارة بمديرية لودر التابعة لمحافظة أبين، بلغ تعداد سكانها 58 نسمة حسب تعداد اليمن لعام 2004.